# Gran Garrote

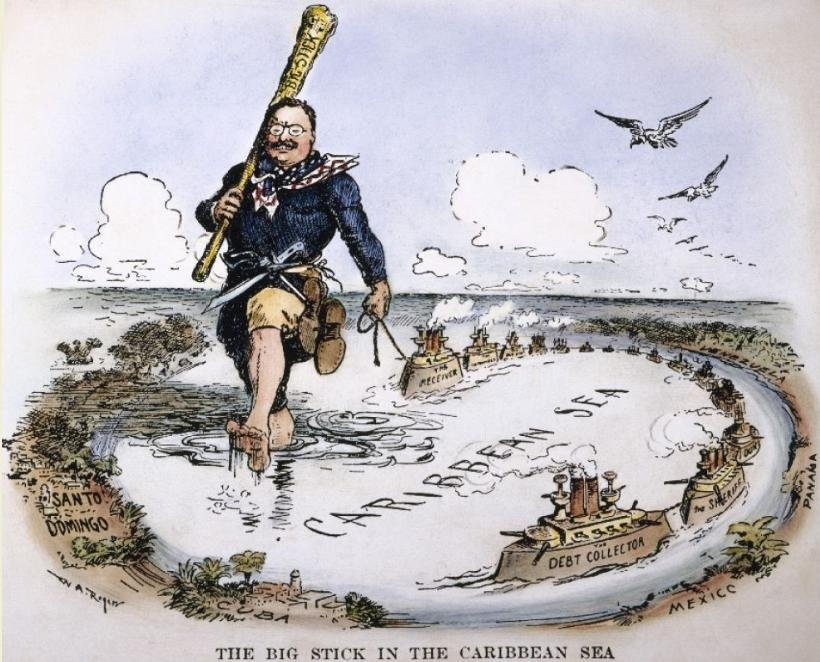
Caricatura de William Allen Rogers (1904), recreando un episodio de Los viajes de Gulliver.

La teoría del Gran Garrote (o Plan Garrote o Big stick) es el nombre con que se conoce a una tendencia en las relaciones diplomáticas estadounidenses de principios del siglo XX.

## Definición

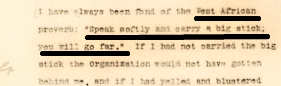
Carta de Theodore Roosevelt en la que emplea la expresión "habla suave y lleva un gran garrote".

La expresión se origina en una frase escrita por el presidente de Estados Unidos, Theodore Roosevelt, en el año 1900, donde manifestaba su agrado porque el comité del Partido Republicano de Nueva York había expulsado a un consejero corrupto. La frase, tomada de un proverbio del África occidental era: "habla suavemente y lleva un gran garrote, así llegarás lejos" (speak softly and carry a big stick, you will go far). 
Dos semanas antes de ser nombrado presidente —tras el asesinato de William McKinley por parte de un anarquista—, el entonces vicepresidente Roosevelt pronunció su famoso discurso en la Feria del estado de Minnessota, el 2 de septiembre de 1901, incluyendo la frase en cuestión. Roosevelt ya había empleado este proverbio en una carta dirigida a Henry W. Sprague en enero del año 1900. El famoso “gran garrote” de Roosevelt terminó por determinar numerosas actuaciones políticas, al igual que sirvió para identificar la doctrina internacional que aplicó como presidente.
Tal concepto ilustra la voluntad de Roosevelt para realizar negociaciones y pactos con sus adversarios internos y externos, pero siempre mostrando la posibilidad de una actuación violenta como modo de presión. Aplicada a la política de Estados Unidos en América Latina, la frase mostraba que el régimen de Roosevelt podía presionar a los países latinoamericanos, particularmente los ribereños del mar Caribe con una intervención armada.
Señala el inicio del imperialismo estadounidense y de su actuación como potencia mundial. En América Latina comenzaría una ola de dominio político y económico estadounidense (a principios del siglo XX) justificada en la marcada extensión del "derecho" de Estados Unidos a intervenir en asuntos de otros países en defensa de los intereses de ciudadanos estadounidenses, encontrada en el "Corolario Roosevelt a la Doctrina Monroe" emitido por Theodore Roosevelt en su mensaje anual de 1904 como consecuencia de la intervención de las potencias europeas en el Bloqueo naval a Venezuela de 1902-1903.

Si una nación demuestra que sabe actuar con una eficacia razonable y con el sentido de las conveniencias en materia social y política, si mantiene el orden y respeta sus obligaciones, no tiene por qué temer una intervención de los Estados Unidos. La injusticia crónica o la importancia que resultan de un relajamiento general de las reglas de una sociedad civilizada pueden exigir que, en consecuencia, en América o fuera de ella, la intervención de una nación civilizada y, en el hemisferio occidental, la adhesión de los Estados Unidos a la Doctrina Monroe (basada en la frase «América para los americanos») puede obligar a los Estados Unidos, aunque en contra de sus deseos, en casos flagrantes de injusticia o de impotencia, a ejercer un poder de policía internacional.

La Doctrina Monroe afirmaba que Estados Unidos actuará a fin de evitar intervenciones provenientes de fuera del continente americano (esencialmente de los países europeos). Se ha resumido, famosamente, en la frase "América para los americanos". Con el advenimiento del corolario, la frase llegó a adquirir el irónico sentido de "América para los estadounidenses".
Bajo la política del Gran Garrote se legitimó en la política externa estadounidense el uso de la fuerza como medio para defender los intereses -en el sentido más amplio- de los Estados Unidos, lo que ha resultado en numerosas intervenciones políticas y militares en todo el continente.

## Aplicación

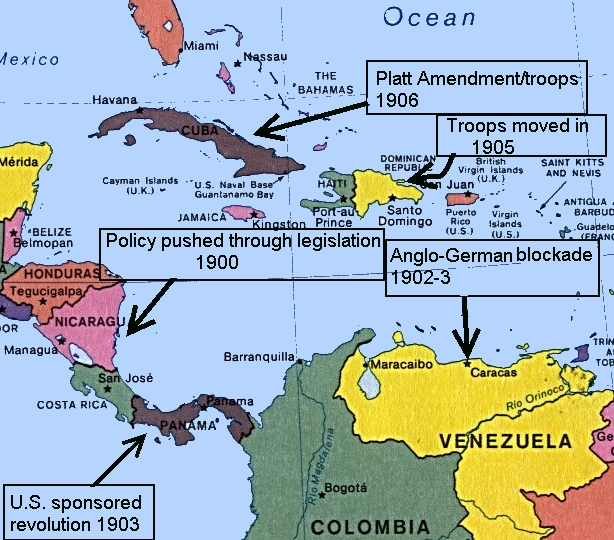
Mapa de Centroamérica y el Caribe, donde se aplicó la política del Gran Garrote.

Ejemplos de la aplicación de la política del Gran Garrote contra las naciones de América Latina, solamente en el periodo previo a la Primera Guerra Mundial, incluyen: 
1. El apoyo estadounidense a la Separación de Panamá de Colombia en 1903, cuando el gobierno colombiano rechazó la propuesta de Roosevelt para construir el Canal de Panamá. Panamá, por entonces un departamento de Colombia, era foco de atención de los intereses de Estados Unidos. Al sumarse compañías francesas en el suministro de materiales para la construcción del canal, los precios subieron y Estados Unidos se negó a pagarlo. Entonces, Estados Unidos "preparó" una revolución en Colombia, y el 3 de noviembre de 1903 Panamá (con la ayuda de la Armada estadounidense) se levantó contra el gobierno colombiano. Panamá se convirtió en una nueva república, recibiendo 10 millones de dólares de Estados Unidos, quien recibió además los derechos al canal "en perpetuidad". Colombia intentó por todos sus medios revertir la situación, sin éxito.[3]
2. La ocupación militar de la República Dominicana entre 1916 y 1924. La primera ocupación estadounidense de República Dominicana se produjo entre 1916 y 1924. Fue una de las numerosas intervenciones en América realizadas por las fuerzas militares estadounidenses. El 13 de mayo de 1916, el contraalmirante William Banks Caperton obligó al secretario de Guerra de la República Dominicana Desiderio Arias, quien había ocupado el cargo durante el gobierno de Juan Isidro Jimenes Pereyra, a abandonar Santo Domingo bajo la amenaza de realizar un bombardeo naval a la ciudad.[4]
3. La ocupación militar de Cuba entre 1906 y 1909. La segunda intervención estadounidense en Cuba se produjo cuando el presidente Tomás Estrada Palma pidió nuevamente la intervención militar de Estados Unidos en Cuba, el 12 de septiembre de 1906. El gobierno de Estados Unidos aceptó la solicitud y el 29 de septiembre de 1906 el Secretario de la Guerra de Estados Unidos, William H. Taft, asumió el cargo de gobernador provisional de Cuba.
4. La ocupación militar de Haití desde 1915 hasta 1934. Después del asesinato del presidente de Haití Jean Vilbrun Guillaume Sam en julio de 1915, el presidente estadounidense Woodrow Wilson envió a Haití tropas de Marines con el objetivo de restaurar el orden y mantener la estabilidad económica y política en el Caribe. Esta ocupación se prolongó hasta agosto de 1934, cuando las últimas tropas invasoras abandonaron las costas haitianas.[5]

Esta política también fue aplicada al final de la Guerra Ruso-Japonesa en septiembre de 1905, cuando el presidente Roosevelt afianzó su posición como un líder fuerte pero imparcial, con el objetivo de negociar un tratado de paz entre las dos naciones. "Hablar de manera suave" le ganó a Roosevelt el suficiente prestigio para ganarse el Premio Nobel de la Paz al año siguiente por sus méritos.
Posteriormente, esta doctrina siguió siendo aplicada. Por ejemplo, en la década de 1980 con la fundación de las Contras, guerrillas anticomunistas en Nicaragua.
La frase también se refiere a las intervenciones estadounidenses ocasionadas por la "discapacidad" de los gobiernos locales de resolver asuntos internos desde el punto de vista del gobierno de Estados Unidos y protegiendo los intereses de ciudadanos y entidades estadounidenses. En tal sentido, Roosevelt postulaba que los desórdenes internos de las repúblicas latinoamericanas constituían un problema para el funcionamiento de las compañías comerciales estadounidenses establecidas en dichos países, y que en consecuencia los Estados Unidos debían atribuirse la potestad de "restablecer el orden", primero presionando a los caudillos locales con las ventajas que representaba gozar del apoyo político y económico de Washington ("hablar de manera suave"), y finalmente recurriendo a la intervención armada (el "Gran Garrote") en caso de no obtener resultados favorables a sus intereses.